# Cristo Rey, Guanajuato
Cristo Rey är en ort i Mexiko.   Den ligger i kommunen Xichú och delstaten Guanajuato, i den centrala delen av landet, 230 km norr om huvudstaden Mexico City. Cristo Rey ligger 2 120 meter över havet och antalet invånare är 150.
Terrängen runt Cristo Rey är kuperad österut, men västerut är den bergig. Cristo Rey ligger uppe på en höjd. Runt Cristo Rey är det glesbefolkat, med 11 invånare per kvadratkilometer. Närmaste större samhälle är Xichú, 9,4 km sydväst om Cristo Rey. I omgivningarna runt Cristo Rey växer huvudsakligen savannskog.